# Paranothippus singularis
Paranothippus singularis is een hooiwagen uit de familie Assamiidae.